# Condado de Wurtemberg
El Condado de Württemberg fue un territorio histórico con orígenes en el reino de la Casa de Württemberg, el corazón del antiguo ducado de Suabia. Su capital era Stuttgart. Desde el siglo XII hasta 1495, fue un condado dentro del Sacro Imperio Romano Germánico. Más tarde se convirtió en un ducado y, después de la ruptura del Sacro Imperio Romano, en un reino, el reino de Württemberg.
La familia Hohenstaufen había controlado el ducado de Suabia hasta la muerte de Conradin en 1268, cuando una parte considerable de sus tierras cayó en manos del conde de Württemberg, Conrado von Beutelsbach. Tomó este nombre de su  ancestral castillo de Württemberg: los registros de esta familia se encuentran a partir de aproximadamente 1080 en adelante. Los primeros detalles históricos de un conde de Württemberg se relacionan con Ulrico I, que gobernó desde 1241 hasta 1265. Sirvió como mariscal de Suabia y defensor de la ciudad de Ulm, tuvo grandes posesiones en los valles del Neckar y el Rems, y adquirió Urach en 1260. Bajo sus hijos, Ulrico II y Everardo I, así como sus sucesores, el poder de la familia creció constantemente. Everardo I (muerto en 1325) luchó contra tres reyes alemanes diferentes, y a menudo con éxito. Dobló el área de su condado y transfirió su residencia del castillo de Württemberg al Castillo Viejo, en el centro de la moderna Stuttgart.
Aunque menos prominentes, sus sucesores aumentaron el tamaño de las tierras de Württemberg. En 1381, fue comprado el ducado de Teck y el matrimonio con una heredera llevó a la adquisición de Montbéliard en 1397. Varias veces, la familia dividió sus tierras entre diferentes herederos; en 1482, sin embargo, el tratado de Münsingen reunió el territorio, lo declaró indivisible y lo entregó el control al conde Everardo V, que es descrito como im Bart  (el barbudo). Este acuerdo recibió la sanción del Sacro Emperador Romano Maximiliano I, así como el de la Dieta Imperial en 1495. Inusualmente para Alemania, Württemberg tuvo un parlamento bicameral desde 1457 en adelante, el  Landtag,  conocido como la "dieta" o "Estados" de Württemberg: todos los nuevos impuestos debían recibir la aprobación de este parlamento. En 1477, el conde Everardo fundó la Universidad de Tubinga y expulsó a los judíos.

## Etimología
Este condado fue nombrado por una colina del mismo nombre en el distrito de Untertürkheimen el Rotenberg, Stuttgart, en la que el castillo de Wattenberg estuvo hasta 1819. Hasta aproximadamente 1350, el condado aparecía en los registros solo con la ortografía  "Wirtenberg".

## Historia

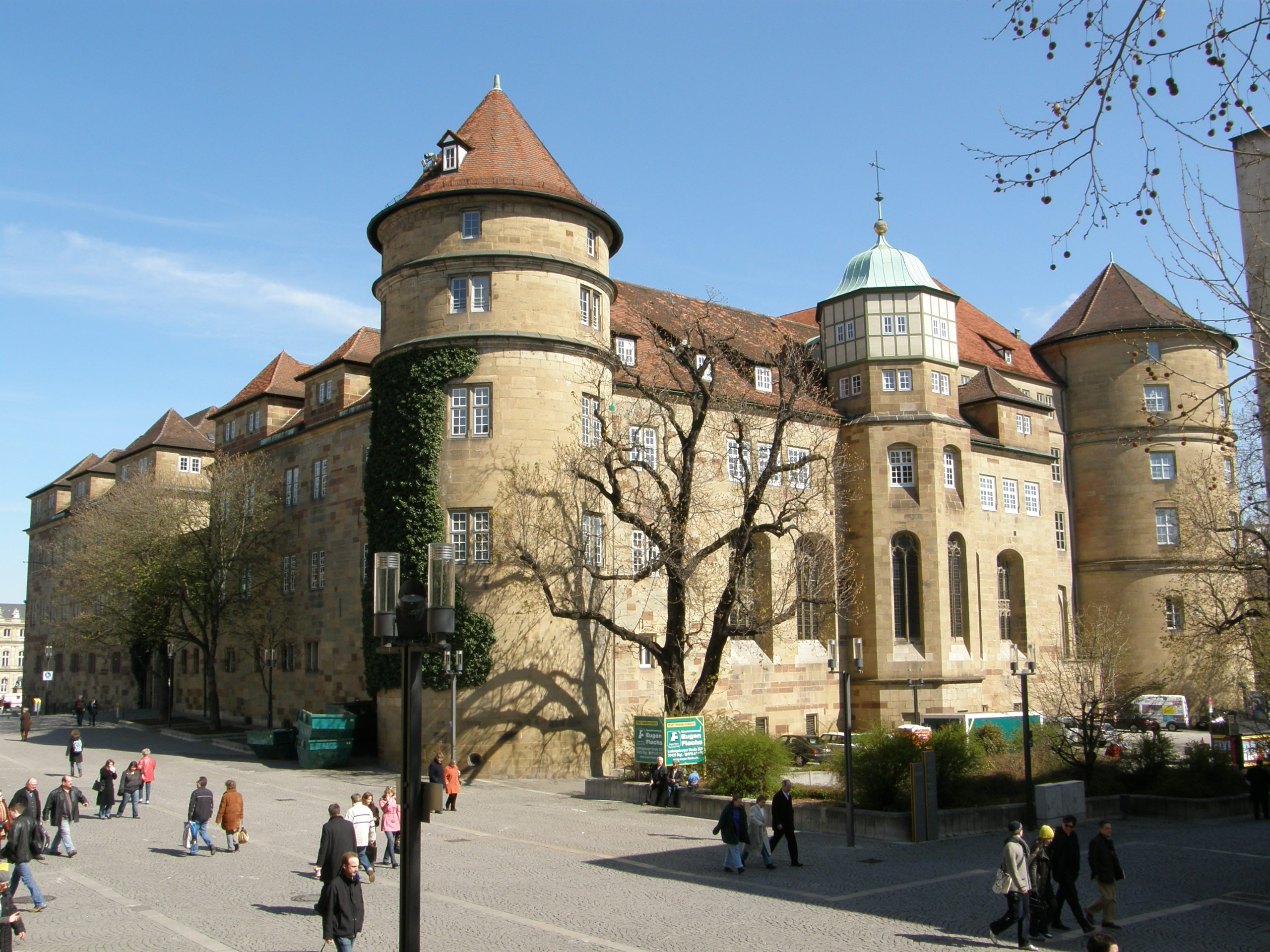
El Castillo Viejo, en Stuttgart, residencia de los condes desde el gobierno de Everardo I (muerto en 1325). El aspecto actual ha sido muy modificado, con la supresión de los fosos y el estilo renacentista.

La Casa de Württemberg apareció por primera vez a fines del siglo XI. El primer miembro de la familia mencionado en los registros fue Conrado I, en 1081, que se cree que construyó el castillo. Los Württembergs se convirtieron en condes (Graf) en el siglo XII. En 1250, el reinado de la Casa de Hohenstaufen sobre el ducado de Suabia terminó; esto permitió que los Württembergs ampliaran su territorio para incluir el ducado. Stuttgart (que más tarde se convirtió en la capital) fue incorporada al condado como resultado del matrimonio entre Ulrico I  y Mechthild de Baden en 1251.
El territorio de Wurtemberg se expandió aún más bajo el reinado de Ulrico III, Everardo II y Everardo III. Bajo Everardo III, Württemberg asimiló el condado de Montbéliard (en alemán: Mömpelgard) a través del desposorio de su hijo, 
Everardo IV, con Henriette, condesa de Montbéliard en 1397.
En 1442, el Tratado de Nürtingen fue firmado entre Ulrico V y su hermano Ludwig I. Como resultado, Württemberg se dividió en dos partes. Ulrico recibió el área de Stuttgart (Württemberg-Stuttgart), incluidas las ciudades de Bad Cannstatt, Göppingen, Marbach am Neckar, Neuffen, Nürtingen, Schorndorf y Waiblingen. Ludwig recibió la sección de Bad Urach  (Württemberg-Urach), incluidas las ciudades de Balingen, Calw, Herrenberg, Münsingen, Tuttlingen y Tubinga. Esta sección creció para incluir el condado de Montbéliard también después de la muerte de Henriette en 1444.
Como resultado del Tratado de Münsingen en 1482 y el Tratado de Esslingen en 1492, el conde Everardo V  logró reunificar Württemberg y alcanzó el rango de duque. Everardo, sin hijos, se convirtió en el único gobernante de este país reunificado. El reinante conde Everardo VI de Wurttemberg-Stuttgart fue designado como su sucesor, y debía gobernar en asociación con un comité de doce "honorables", representantes de los dos estados del país (señores y comunes).
En 1495, bajo la Dieta Imperial de Worms convocada por el emperador Maximiliano I el condado se convirtió en el Ducado de Württemberg.